# Sandy Neilson

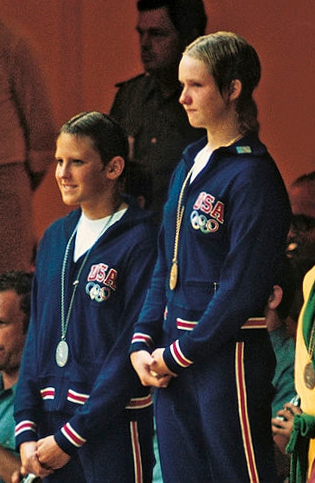
Sandy Neilson (höger) och Shirley Babashoff 1972.

Sandra Lynn Neilson, efter vigseln Sandy Bell, född 20 mars 1956, är en inte längre aktiv amerikansk tävlingssimmare.
Hon deltog vid de Olympiska sommarspelen 1972 och vann där en guldmedalj över 100 meter frisim med nytt olympiskt rekord. Hon vann ytterligare två guldmedaljer med det amerikanska laget över 4 x 100 meter frisim respektive 4 x 100 meter medley.
Neilson var kvar i den Olympiska byn när Münchenmassakern ägde rum. Hon höll sig gömd tillsammans med sina lagkamrater.
1986 blev hon upptagen i International Swimming Hall of Fame and Museum. Hon var fortfarande aktiv 1996, 40 år gammal, och missade bara med liten marginal kvalifikationen till det amerikanska mästerskapet över 50 meter frisim.